# Sylvilagus robustus
Sylvilagus robustus — вид ссавців родини зайцеві (Leporidae).

## Поширення
Вид зустрічався на чотирьох гірських хребтах на межі США та Мексики: гори Чісос та Девіс у Техасі, Гвадалупе у Техасі та Нью-Мексико, гори Сьєрра-де-ла-Мадера у штаті Коауїла у Мексиці. Зараз існує підтверджена популяція лише у горах Девіс, інші популяції, найімовірніше, знищені.

## Опис
Кролик середнього розміру: тіло завдовжки до 42 см, вага — 1,3–1,8 кг.